# Jura (departament)
Jura (wymowaⓘ, ʒyˈʀa) – francuski departament położony w regionie Burgundia-Franche-Comté. Departament oznaczony jest liczbą 39. Departament został utworzony 4 marca 1790 roku.
Według danych na rok 2012 liczba zamieszkującej departament ludności wynosi 261 534 os. (52 os./km²); powierzchnia departamentu to 4999 km². Ośrodkiem administracyjnym (prefekturą) departamentu jest Lons-le-Saunier, a największym miastem – Dole.
W 2023 roku w skład departamentu wchodziły 494 gminy (lista).

## Miejscowości
Największe miejscowości departamentu (w nawiasach liczba ludności w 2021 roku):

- Dole (23 775)
- Lons-le-Saunier (17 043)
- Saint-Claude (8727)
- Champagnole (8000)
- Hauts de Bienne (5167)
- Poligny (4011)
- Tavaux (3923)
- Les Rousses (3683)
- Arbois (3193)
- Montmorot (3154)
- Damparis (2603)
- Salins-les-Bains (2471)
- Saint-Amour (2368)
- Lavans-lès-Saint-Claude (2333)
- Morbier (2290)
- Foucherans (2279)
- Coteaux-du-Lizon (2168)
- Moirans-en-Montagne (2138)
- Saint-Aubin (1840)
- Saint-Laurent-en-Grandvaux (1820)
- Bois-d’Amont (1653)
- Orgelet (1587)
- Chaussin (1547)
- Bletterans (1527)
- Perrigny (1518)